# People's Choice Awards de 2018
O People's Choice Awards de 2018, oficialmente E! People's Choice Awards de 2018, foi realizado em 11 de novembro de 2018, para homenagear os melhores da cultura popular em 2018.
A 44ª edição do People's Choice Awards, marcou a mudança da cerimônia da CBS para a E!, após a rede comprar o People's Choice Awards da Procter & Gamble, e a mudança da cerimônia do mês de janeiro para novembro.

## Performances
| Artista          | Canção                                         | Apresentado por |
| ---------------- | ---------------------------------------------- | --------------- |
| Nicki Minaj Tyga | "Hard White (Intro/Reprise)" "Good Form" "Dip" | —               |
| Rita Ora         | "Let You Love Me"                              | —               |
| John Legend      | "Pride (In the Name of Love)"                  | —               |

## Vencedores e indicados
A primeira leva de indicados foi anunciada em 5 de setembro de 2018, com os finalistas sendo revelados em 24 de setembro. Os vencedores estão listados primeiro e em negrito. 

### Cinema
| O Filme de 2018 | O Filme de Comédia de 2018 |
| --- | --- |
| - Avengers: Infinity War - Black Panther - Fifty Shades Freed - Incredibles 2 - Um Lugar Silencioso | - The Spy Who Dumped Me - Blockers - Crazy Rich Asians - Love, Simon - Mamma Mia! Here We Go Again |
| O Filme de Ação de 2018 | O Filme de Drama de 2018 |
| - Avengers: Infinity War - Black Panther - Deadpool 2 - Jurassic World: Fallen Kingdom - Ocean's 8 | - Fifty Shades Freed - 12 Strong - Midnight Sun - Um Lugar Silencioso - Red Sparrow |
| O Filme de Família de 2018 | A Estrela de Filme de Drama de 2018 |
| - Incredibles 2 - Christopher Robin - Hotel Transylvania 3: Summer Vacation - I Can Only Imagine - A Wrinkle in Time                                                                                    | - Jamie Dornan – Fifty Shades Freed - Emily Blunt – Um Lugar Silencioso - Chris Hemsworth – 12 Strong - John Krasinski – Um Lugar Silencioso - Jennifer Lawrence – Red Sparrow                           |
| A Estrela de Cinema Masculina de 2018 | A Estrela de Cinema Feminina de 2018 |
| - Chadwick Boseman – Black Panther - Robert Downey Jr. – Avengers: Infinity War - Chris Hemsworth – Avengers: Infinity War - Chris Pratt – Jurassic World: Fallen Kingdom - Nick Robinson – Love, Simon | - Scarlett Johansson – Avengers: Infinity War - Sandra Bullock – Ocean's 8 - Anne Hathaway – Ocean's 8 - Bryce Dallas Howard – Jurassic World: Fallen Kingdom - Lily James – Mamma Mia! Here We Go Again |
| A Estrela de Filme de Comédia de 2018 | A Estrela de Filme de Ação de 2018 |
| - Melissa McCarthy – Life of the Party - John Cena – Blockers - Mila Kunis – The Spy Who Dumped Me - Nick Robinson – Love, Simon - Amanda Seyfried – Mamma Mia! Here We Go Again                        | - Danai Gurira – Black Panther - Chadwick Boseman – Black Panther - Chris Hemsworth – Avengers: Infinity War - Chris Pratt – Jurassic World: Fallen Kingdom - Ryan Reynolds – Deadpool 2                 |

### Televisão
| O Programa de 2018 | O Programa de Drama de 2018 |
| --- | --- |
| - Shadowhunters - 13 Reasons Why - The Big Bang Theory - Grey's Anatomy - This Is Us | - Riverdale - 13 Reasons Why - Grey's Anatomy - The Handmaid's Tale - This Is Us |
| O Programa de Comédia de 2018 | O Revival de 2018 |
| - Orange Is the New Black - The Big Bang Theory - Black-ish - The Good Place - Modern Family | - Dynasty - American Idol - Jersey Shore: Family Vacation - One Day at a Time - Queer Eye |
| O Reality Show de 2018 | O Programa de Competição de 2018 |
| - Keeping Up with the Kardashians - Chrisley Knows Best - Jersey Shore: Family Vacation - Queer Eye - Vanderpump Rules | - The Voice - America's Got Talent - Big Brother - Ellen's Game of Games - RuPaul's Drag Race |
| A Estrela de TV Masculina de 2018 | A Estrela de TV Feminina de 2018 |
| - Harry Shum Jr. — Shadowhunters - Justin Chambers – Grey's Anatomy - Freddie Highmore – The Good Doctor - Andrew Lincoln – The Walking Dead - Cole Sprouse – Riverdale                                                      | - Katherine McNamara — Shadowhunters - Viola Davis – How to Get Away with Murder - Camila Mendes – Riverdale - Mandy Moore – This Is Us - Ellen Pompeo – Grey's Anatomy                                   |
| A Estrela de TV de Drama de 2018 | A Estrela de TV de Comédia de 2018 |
| - Mariska Hargitay – Law & Order: Special Victims Unit - KJ Apa – Riverdale - Darren Criss – The Assassination of Gianni Versace: American Crime Story - Katherine Langford – 13 Reasons Why - Ellen Pompeo – Grey's Anatomy | - Jim Parsons – The Big Bang Theory - Drew Barrymore – Santa Clarita Diet - Kristen Bell – The Good Place - Donald Glover – Atlanta - Sofia Vergara – Modern Family                                       |
| O Talk Show Diurno de 2018 | O Talk Show Noturno de 2018 |
| - The Ellen DeGeneres Show - Live with Kelly and Ryan - The Real - Red Table Talk - Steve | - The Tonight Show Starring Jimmy Fallon - The Daily Show with Trevor Noah - Jimmy Kimmel Live! - The Late Late Show with James Corden - Watch What Happens Live with Andy Cohen                          |
| O Participante de Competição de 2018 | A Estrela de TV de Reality de 2018 |
| - Maddie Poppe – American Idol - Nikki Bella – Dancing with the Stars - Brynn Cartelli – The Voice - Eva Igo – World of Dance - Cody Nickson – The Amazing Race                                                              | - Khloé Kardashian – Keeping Up with the Kardashians - Nikki Bella – Total Bellas - Paul "Pauly D" DelVecchio – Jersey Shore: Family Vacation - Joanna Gaines – Fixer Upper - Antoni Porowski – Queer Eye |
| O Programa Viciante de 2018 | O Programa de Ficção Científica/Fantasia de 2018 |
| - Shadowhunters - 13 Reasons Why - Outlander - Queer Eye - Shameless | - Wynonna Earp - The Expanse - The Originals - Shadowhunters - Supernatural |

### Música
| O Cantor de 2018 | A Cantora de 2018 |
| --- | --- |
| - Shawn Mendes - Drake - Bruno Mars - Ed Sheeran - Keith Urban | - Nicki Minaj - Cardi B - Camila Cabello - Ariana Grande - Taylor Swift                                                                                              |
| O Grupo de 2018 | A Canção de 2018 |
| - BTS - 5 Seconds of Summer - Panic! at the Disco - Super Junior - Twenty One Pilots                                                                                               | - "Idol" — BTS - "Back to You" – Selena Gomez - "I Like It" – Cardi B, Bad Bunny, & J Balvin - "In My Blood" – Shawn Mendes - "No Tears Left to Cry" – Ariana Grande |
| O Álbum de 2018 | O Artista Country de 2018 |
| - Queen – Nicki Minaj - Camila – Camila Cabello - Invasion of Privacy – Cardi B - Shawn Mendes – Shawn Mendes - Sweetener – Ariana Grande                                          | - Blake Shelton - Luke Bryan - Thomas Rhett - Carrie Underwood - Keith Urban                                                                                         |
| O Artista Latino de 2018 | O Videoclipe de 2018 |
| - CNCO - J Balvin - Bad Bunny - Becky G - Shakira | - "Idol" — BTS - "Back to You" – Selena Gomez - "Never Be the Same" – Camila Cabello - "No Tears Left to Cry" – Ariana Grande - "This Is America" – Childish Gambino |
| A Turnê de 2018 | |
| - Reputation Stadium Tour – Taylor Swift - On the Run II Tour – Beyoncé & Jay-Z - Piece of Me Tour – Britney Spears - Super Show 7 – Super Junior - Witness: The Tour – Katy Perry | |

### CulturaPop
| A Estrela Social de 2018                                                         | O Influenciador de Beleza de 2018 |
| -------------------------------------------------------------------------------- | --- |
| - Shane Dawson - Amanda Cerny - The Dolan Twins - Jenna Marbles - Lele Pons      | - James Charles - Jackie Aina - Brooklyn and Bailey McKnight - NikkieTutorials - Bretman Rock                                                       |
| A Celebridade Social de 2018                                                     | O Animal Estrela de 2018 |
| - BTS - Ellen DeGeneres - Selena Gomez - Taylor Swift - Chrissy Teigen           | - Crusoe the Celebrity Dachshund - April the giraffe - Cole & Marmalade - Gone to the Snow Dogs - Lil Bub                                           |
| O Artista de Comédia de 2018                                                     | A Estrela de Estilo de 2018 |
| - Kevin Hart - Tiffany Haddish - Amy Schumer - Marlon Wayans - Ali Wong          | - Harry Styles - Beyoncé - Blake Lively - Emma Watson - Zendaya                                                                                     |
| A Pessoa Inovadora de 2018                                                       | O Podcast Pop de 2018 |
| - Serena Williams - Nia Jax - Colin Kaepernick - Aly Raisman - Cristiano Ronaldo | - Scrubbing In with Becca Tilley & Tanya Rad - Amy Schumer Presents: 3 Girls, 1 Keith - Anna Faris is Unqualified - Chicks in the Office - LadyGang |
| O Canadense Mais Badalado de 2018                                                | O Influenciador da Cultura Pop Francesa de 2018 |
| - Tessa Virtue & Scott Moir - Drake - Shawn Mendes - Sandra Oh - Ryan Reynolds   | - Lufy - Beauty Active - Pembe Cherole - Stephanie Durant - Horia                                                                                   |

### Outros
| Prêmio Ícone da Moda | Ícone de 2018    |
| -------------------- | ---------------- |
| Victoria Beckham     | Melissa McCarthy |
| Prêmio Campeão       |                  |
| Bryan Stevenson      |                  |